# Himmelbett
Himmelbett era a designação de cada um dos sectores de controlo da Linha Kammhuber, uma linha de defesa aérea nocturna da Luftwaffe durante a Segunda Guerra Mundial.
Cada sector era equipado com vários holofotes, radares Freya com alcance de 100 km e dois caças nocturnos, estando sempre um de serviço e o outro de alerta. As aeronaves usadas para esta tarefa eram o Dornier Do 17, o Junkers Ju 88 ou o Messerschmitt Bf 110. Posteriormente, estes sectores foram equipados com radares Würzburg.